# Margita Bangová
Margita Bangová (* asi 1936) se po roce 2002 stala známá v Kanadě i v České republice v po ní pojmenovaném případě ve spojení s výzvami na české Cikány, vystěhovat se do Kanady.
Bangová, Cikánka z České republiky, také známá jako Margita Horváthová, je mediálně známá žebračka v Torontu. Do Kanady se dostala jako politický uprchlík v roce 1997. Dostávala sociální podporu, kterou doplňovala žebráním. V dokumentu na televizní stanici Nova vyzývala české Cikány, aby se stěhovali do Kanady. Poté se dostala do centra pozornosti kanadského bulvárního tisku.
V důsledku emigrační vlny českých Cikánů zpřísnila Kanada vízové předpisy pro české občany.